# Maskey
Maskey est un vidéaste web et rappeur. Il est principalement connu pour ses parodies musicales.

## Biographie

### Débuts sur YouTube
Début 2015, il commence avec des vidéos sur les jeux vidéos notamment sur FIFA. Après 2015, il décide de faire des vidéos « qui lui correspondent plus ». Il explique que  « c'est l'arrivée des nouveaux rappeurs et la diversification des genres de raps qui [lui] ont donné envie de [s]e lancer. »
Le 16 octobre 2019, il sort une bande dessinée nommée Follow Me, dont il est scénariste.

## Vie privée
Il arrive en France en 2012, s'installant dans la ville d'Orléans où il poursuit ses études.Connu pour être masqué depuis ses débuts sur YouTube, il a expliqué : « J'avais peur de me foirer, c’est pour ça que j’ai mis un masque. » Après avoir caché son visage dans des vidéos ou en étant maquillé, il le dévoile le 5 décembre 2022 sur sa chaîne YouTube.

## Discographie

### Apparitions
- 2020 : Outfit incroyable (Le Motif feat. Maskey)
- 2021 : Offishal (Ambiance Skandal feat. Maskey, Toldya, S2keyz & Le Motif)